# Nemanja Anđelković
Nemanja Anđelković (serbisch-kyrillisch Немања Анђелковић; * 26. April 1997 in Mitrovica, BR Jugoslawien, heute Kosovo) ist ein serbischer Fußballspieler.

## Karriere
Anđelković begann seine Karriere beim FK Mokra Gora. Zur Saison 2016/17 wechselte er zum FK Zlatibor Čajetina. Im Januar 2017 schloss er sich Erstligist FK Radnik Surdulica an, für den er aber nie zum Einsatz kam. Zur Saison 2017/18 wechselte er zum Zweitligisten FK ČSK Pivara. Für Pivara lief er elfmal in der Prva Liga auf. Im Januar 2018 kehrte er zu Drittligist Zlatibor zurück. Mit diesem stieg er zu Saisonende in die Prva Liga auf. In dieser kam er zu 20 Einsätzen, ehe er im Januar 2019 zu Ligakonkurrent FK Javor Ivanjica wechselte. Für Javor spielte er zehnmal.
Zur Saison 2019/20 wurde Anđelković zurück an Zlatibor verliehen. Während der Leihe kam er zu 24 Zweitligaeinsätzen, mit dem Team stieg er auch in die SuperLiga auf. Nach dem Ende der Leihe kehrte er zur Saison 2020/21 nicht zu Javor zurück, sondern wechselte zu Erstligist FK Metalac. Im August 2020 gab er sein Debüt in der höchsten Spielklasse. Nach nur zwei Spielen für Metalac wechselte er noch im August zurück zu Zlatibor. Für Zlatibor kam er bis zur Winterpause zu weiteren 14 Einsätzen in der SuperLiga.
Im Januar 2021 wechselte Anđelković nach Aserbaidschan zum Zirə FK. Für Zirə kam er in den folgenden zweieinhalb Jahren zu 55 Einsätzen in der Premyer Liqası. Zur Saison 2023/24 wechselte er nach Russland zu Zweitligist Akron Toljatti. Für Akron absolvierte er 30 Partien in der Perwenstwo FNL, mit dem Team stieg er in die Premjer-Liga auf. Zur Saison 2024/25 schloss er sich dann aber Mit-Aufsteiger FK Chimki an.